# CD Numancia
CD Numancia je španělský fotbalový klub ze města Soria. Byl založen 9. dubna 1945. Během sezón 1999/00, 2000/01, 2004/05 a 2008/09 hrál v nejvyšší španělské La Lize. V sezóně 2018/19 hraje Segundu División, druhou nejvyšší soutěž. Domácím stadionem je Nuevo Estadio Los Pajaritos.
Úvodní kolo sezóny 2008/09 zaskočila Numancia FC Barcelonu a doma ji porazila 1:0.
Přesto se tým nakonec umístil na 19. místě, poslední se umístila Recreativo de Huelva.

## Známí hráči
- Gabriel Popescu
- Lee Chun-soo
- Marián Kelemen
- Hamilton Ricard